# Danica Seleskovitchová
Danica Seleskovitchová (6. prosince 1921, Paříž – 17. dubna 2001, Cahors) byla francouzská konferenční tlumočnice, vysokoškolská pedagožka a translatoložka. Do dějin translatologie vstoupila její interpretativní teorie tlumočení (teorie smyslu).
Seleskovitchová dlouhá léta působila na prestižní francouzské tlumočnické škole ESIT (École supérieure d'interprètes et de traducteurs), která je součástí Univerzity Paříž III, a byla také její ředitelkou. Jako první na Západě otevřela v roce 1976 doktorandská studia pro obor translatologie. Je autorkou zásadní publikace L'interprète dans les conférences internationales. Problèmes de langage et de communication z roku 1968, ve které poprvé systematicky zformulovala základní tezi své budoucí interpretativní teorie smyslu (théorie du sens): tlumočník převádí smysl sdělení, a nikoli jednotlivá slova, která slyšel od řečníka. Dochází tedy k deverbalizaci vyslechnuté výchozí informace, ke chtěnému zapomenutí její jazykové formy a k přirozené interpretaci smyslu této informace do cílového jazyka.